# Demon Point
Der Demon Point ist eine Landspitze aus groben Felsbrocken, welche den nordöstlichen Ausläufer von Candlemas Island im Archipel der Südlichen Sandwichinseln bildet. Sie begrenzt die Kraken Cove nach Osten.
Wissenschaftler der britischen Discovery Investigations benannten die Landspitze 1930 als Spit Point. Wegen der Namensduplizität mit dem Spit Point von Greenwich Island im Archipel der Südlichen Shetlandinseln wurde diese Benennung verworfen. Das UK Antarctic Place-Names Committee benannte sie 1971 nach dem mythologischen Dämon. Zahlreiche weitere Objekte in der Umgebung der Landspitze sind gleichfalls nach mythologischen Wesen benannt.